# 謝爾比維爾鎮區 (伊利諾伊州謝爾比縣)
謝爾比維爾鎮區（英語：Shelbyville Township）是位於美國伊利諾伊州謝爾比縣的一個行政鎮區。

## 地方資料
根據2010年美國人口普查的數據，謝爾比維爾鎮區的面積為92.70平方千米，當中陸地面積為88.20平方千米，而水域面積為4.50平方千米。當地共有人口4626人，而人口密度為每平方千米49.9人。